# Maxim De Pauw
Maxim De Pauw is een personage van de VTM-televisieserie Familie, gespeeld door Hans Wellens.

## Overzicht
Maxim De Pauw is een jonge, homoseksuele, gerenommeerde modeontwerper die aan de slag gaat bij Maison Marie-Rose. Nadat het modehuis van Marie-Rose De Putter wordt opgedoekt, verdwijnt Maxim uit beeld. Hij trekt naar Italië, in de hoop er zijn carrière verder uit te bouwen.
Jaren later wordt Maxim gecontacteerd door Veronique Van den Bossche, die na het plotse vertrek van Mario Van de Caveye dringend op zoek is naar een nieuwe ontwerper voor MVM. Maxim gaat maar al te graag in op dit aanbod en keert terug naar België. Al vanaf de eerste minuut blijkt dat Maxim het met de jaren wat hoog in zijn bol heeft gekregen. Zijn gedwongen samenwerking met groentje Axel De Meester zorgt dan ook voor het nodige vuurwerk.
Ook na het vertrek van Axel blijft Maxim zich misdragen binnen MVM. Hij stelt zijn opinie steeds superieur aan die van Veronique en andere modekenners, en doet dat vaak op een groffe manier. Bovendien is hij is ervan overtuigd dat zijn creaties stuk voor stuk een schot in de roos zullen zijn, ware het niet dat hij nauwelijks een poot uitsteekt en enkel klassieke, haast gerecycleerde ontwerpen aflevert. Uiteindelijk is voor Veronique de maat vol en ontslaat ze hem, waarna Axel zijn job overneemt.